# (3845) Neyachenko
(3845) Neyachenko (1979 SA10) – planetoida z pasa głównego asteroid okrążająca Słońce w ciągu 6,31 lat w średniej odległości 3,41 j.a. Odkrył ją Nikołaj Czernych 22 września 1979 roku.